# Adoração dos Magos (Sequeira)
Adoração dos Magos é uma pintura a óleo sobre tela do pintor português Domingos Sequeira. Em 2015, foi iniciada uma campanha de crowdfunding para a compra da obra. A campanha terminou em 6 de Julho de 2016, com a angariação de 750 mil euros, permitindo assim a sua aquisição pelo Museu Nacional de Arte Antiga.

## A obra
O quadro foi pintado em Roma em 1828, e concebido num momento particular da vida do autor. Domingos Sequeira esteve exilado desde fins de 1823 e impedido de regressar a Portugal após o fim do movimento vintista (no qual se empenhara) e tinha recentemente regressado a Itália, depois de lá ter estudado e trabalhado até 1795. É um dos quatro realizados em Roma e que compõem o seu testamento artístico. Foi adquirido em 1845 pelo duque de Palmela à filha do artista.
A obra é uma tela panorâmica gigante que integra a série Palmela, com quatro pinturas religiosas, e retrata a chegada do cortejo dos Reis Magos a Belém. A "luz" conseguida pelo pintor consegue dar à tela uma ideia de "transcendência" em perfeita sintonia com o tema descrito.